# 禿髮利鹿孤
河西康王禿髮利鹿孤（4世紀？—402年），河西鮮卑人，十六國時期南涼國君主(河西王)。禿髮烏孤之弟。

## 生平
太初三年（399年），禿髮烏孤遷都樂都（今青海樂都），並署利鹿孤為驃騎大將軍、西平公，駐鎮安夷（今青海平安區）。同年，後涼呂紹及呂纂進攻北涼，禿髮烏孤應北涼王段業求援，命利鹿孤及楊軌率軍救援。呂紹等人最終撤退，利鹿孤就以涼州牧改鎮西平（今青海湟中）。同年禿髮烏孤去世，由於其子尚幼，國人乃推利鹿孤繼位，便將都城遷至西平。遣建節將軍金樹、平遠將軍蘇翹率騎五千屯於昌松漠口。次年大赦，改元建和，
建和二年（401年）以祥瑞為由打算稱帝，但在安國將軍鍮勿崙的勸喻下改稱河西王。同年率軍攻伐後涼，大敗涼軍，俘獲楊桓及強遷其二千戶人口。建和三年（402年），利鹿孤又派兵攻破魏安，俘獲佔據當地的焦朗。同年利鹿孤去世，諡康王，葬於西平東南。因著利鹿孤父禿髮思復鞬向來疼愛並重視弟禿髮傉檀，而利鹿孤在位期間很多軍國大事都是由禿髮傉檀處理，故就以禿髮傉檀繼位。

## 家庭

### 兄弟
- 禿髮烏孤，利鹿孤兄，南涼武王。
- 禿髮傉檀，利鹿孤弟，南涼景王。
- 禿髮奚，利鹿孤弟。
- 禿髮吐雷，利鹿孤弟。
- 禿髮俱延，利鹿孤弟，封張松侯。
- 禿髮文支，利鹿孤弟，封興城侯。後入仕北涼。
- 禿髮文真，利鹿孤弟。

### 孫
- 禿髮副周，利鹿孤孫，南涼亡時奔北涼，後入北魏。

## 延伸阅读
[在维基数据编辑]
 《晉書/卷126》，出自房玄齡《晉書》